# Halls universelle Gruppe
In der Algebra ist Halls universelle Gruppe eine abzählbare lokalendliche Gruppe {\displaystyle U}, die durch die folgenden Eigenschaften eindeutig charakterisiert ist:
- Für jede endliche Gruppe {\displaystyle G} gibt es einen Monomorphismus nach {\displaystyle U}
- Alle solche Monomorphismen sind durch innere Automorphismen von {\displaystyle U} konjugiert

Der Begriff wurde 1959 von Philip Hall definiert und besitzt die universelle Eigenschaft, dass alle abzählbaren lokalendlichen Gruppen in diese eingebettet werden können.
Halls universelle Gruppe ist der direkte Limes der Klasse aller endlichen Gruppen.

## Konstruktion
Sei {\displaystyle \Gamma _{0}} eine beliebige Gruppe der Ordnung {\displaystyle \geq 3}. Bezeichne mit {\displaystyle \Gamma _{1}} die Gruppe {\displaystyle S_{\Gamma _{0}}} der Permutationen der Elemente von {\displaystyle \Gamma _{0}}. Bezeichne mit {\displaystyle \Gamma _{2}} die Gruppe {\displaystyle S_{\Gamma _{1}}:=S_{S_{\Gamma _{0}}}\,} der Permutationen der Menge der Permutationen der Elemente von {\displaystyle \Gamma _{0}}. Führe dies mit {\displaystyle \Gamma _{3}}, ... induktiv fort. Da Gruppen nach dem Satz von Cayley auf sich selbst via
{\displaystyle x\mapsto gx\,}
injektiv operieren, gibt es eine Kette von Monomorphismen der Form:
{\displaystyle \Gamma _{0}\hookrightarrow \Gamma _{1}\hookrightarrow \Gamma _{2}\hookrightarrow \cdots .\,}
Ein direkter Limes, also eine Vereinigung, aller {\displaystyle \Gamma _{i}} ist Halls universelle Gruppe {\displaystyle U}.
Tatsächlich enthält {\displaystyle U} dann symmetrische Gruppen beliebig großer Ordnung. Außerdem gibt es von jeder Gruppe einen Monomorphismus in eine Gruppe von Permutationen, wie oben erwähnt. Sei {\displaystyle G} eine endliche Gruppe, die zwei Einbettungen in {\displaystyle U} erlaubt. Da {\displaystyle U} der direkte Limes ist und {\displaystyle G} endlich ist, sind die Bilder dieser Einbettungen Teilmengen von {\displaystyle \Gamma _{i}\subset U}. Die Gruppe {\displaystyle \Gamma _{i+1}=S_{\Gamma _{i}}} wirkt auf {\displaystyle \Gamma _{i}} durch Permutationen und konjugiert alle möglichen Einbettungen {\displaystyle G\hookrightarrow \Gamma _{i}}.